# Mosquée de Villeneuve-la-Garenne
La mosquée de Villeneuve-la-Garenne est un édifice religieux musulman situé à Villeneuve-la-Garenne, en France.

## Histoire
Le projet d'une mosquée à Villeneuve-la-Garenne date de 1982, année de constitution de l'association locale A.U.I (Association d'Unification Islamique), qui aménage une salle de prière en 1988. Le lieu devient progressivement sous-dimensionné et en 1998 un terrain est acheté pour l'édification d'une véritable mosquée. 
Les travaux démarrent en 2008 et durent huit ans. La mosquée est inaugurée en juin 2015.

## Description
La mosquée, de couleur blanche, possède une large coupole de verre, un petit minaret et deux salles de prière : celle du rez-de-chaussée pour les hommes, celle à l'étage pour les femmes. Elle peut accueillir 1 100 fidèles.